# Dicraeus novaehiberniae
Dicraeus novaehiberniae är en tvåvingeart som beskrevs av Ismay 1984. Dicraeus novaehiberniae ingår i släktet Dicraeus och familjen fritflugor. Inga underarter finns listade i Catalogue of Life.